# Albert Luthuli (gemeente)
Albert Luthuli (officieel Albert Luthuli Local Municipality) is een gemeente in het Zuid-Afrikaanse district Gert Sibande.
Albert Luthuli ligt in de provincie Mpumalanga en telt 186.010 inwoners.  De gemeente is vernoemd naar ANC-leider Albert Luthuli.

## Hoofdplaatsen
Het nationaal instituut voor de statistiek, Stats SA, deelt sinds de census 2011 deze gemeente in in 53 zogenaamde hoofdplaatsen (main place):
Aarnhemburg • Albert Luthuli NU • Avontuur • Badplaas • Betty's Goed • Caithness • Carolina • Davale • Dibaba • Diepdale • Dumbarton • Dundonald • Ekulindeni • eMbangweni • Embhuleni • eMlondozi • eMphelandaba • Engonini • Enkhaba • Esgwili • Etjelembube • Fernie • Glenmore • Hereford • Holeka • Houtbos • Izidonga • Kalwerskraal • Lukwatini • Mafumulo • Malahleka • Manaar • Manzana • Maphundlwane • Maryvale • Maxflower Gate • Mayflower • Mbejeka • Modergat • Mooiplaas • Ndonga • Nhlaba • Nhlazatje • Nooitgedachdam • Northdene • Phophonyane • Redhill • Robinsdale • Theeboom • Tjakastad • Vlakplaas • Vygeboomdam • Waverley.